# 勒壤得轉換

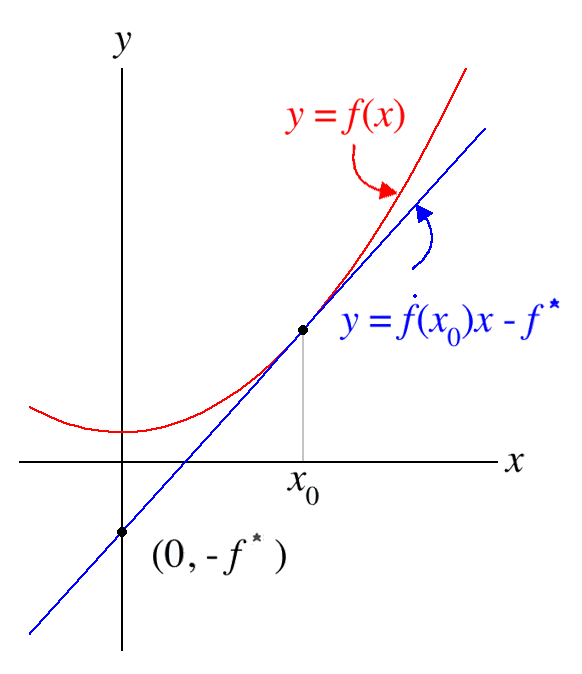
xy-圖展示出函數 的勒壤得轉換。函數用紅色表示，在切點 的切線用藍色表示。切線與 y-軸相交於點 ；這裏， 是勒壤得轉換 的值， 。特別注意，穿過在紅線上任何其它點，而擁有同樣斜率 的直線，其與 y-軸相交點必定比點 高，證明 確實是極大值。

勒壤得轉換（英語：Legendre transformation）是一個在數學和物理中常見的技巧，得名於阿德里安-馬里·勒壤得（Adrien-Marie Legendre）。该操作是一个实变量的实值凸函数的对合变换。它经常用于经典力学中从拉格朗日形式到哈密顿形式的推导、热力学中热力学势的推导以及多变量微分方程的求解。

## 概述
為了研究一個系統內部蘊藏的數學結構，表述此系統的函數關係 {\displaystyle f(x)\,\!} 改用一個新函數 {\displaystyle f^{\star }(p)\,\!} 來表示，其變數 {\displaystyle p\,\!} 是 {\displaystyle f(x)\,\!} 的導數，{\displaystyle p={\frac {\mathrm {d} f}{\mathrm {d} x}}\,\!} 。而 {\displaystyle f^{\star }(p)\,\!}  的值是如右圖藍線在 y 軸的负截距
換句話說，從{\displaystyle (x,f(x))\,\!} x 值到 y 值的函數，轉換成{\displaystyle (p,f^{\star }(p))\,\!} f(x) 在 x 點的導數到在 x 點切線 y 截距的函數
這程序是由阿德里安-馬裡·勒壤得所發明的，因此稱為勒壤得轉換。稱函數 {\displaystyle f^{\star }(p)\,\!} 為 {\displaystyle f(x)\,\!} 的勒壤得轉換；
用方程式表示
{\displaystyle f^{\star }(p)=pu-f(u)|_{{\mathrm {d} [pu-f(u)] \over \mathrm {d} u}=0}\,\!} 。
此式子表示 {\displaystyle f^{\star }(p)=pu-f(u)} 中的 u 對 {\displaystyle f^{\star }(p)} 而言是個參數，且參數 u 會滿足 {\displaystyle {{\mathrm {d} [pu-f(u)] \over \mathrm {d} u}=0}\,\!} 的 {\displaystyle u}。即求算表達式關於變數 {\displaystyle u\,\!} 的極值。
為方便討論，把討論限定在 {\displaystyle f(x)}為嚴格單調遞增。會有這方程式是因為在 {\displaystyle p=f'(x_{0})} 也就是斜率不變的狀況下，對每個{\displaystyle x_{0}}而言，所有與曲線{\displaystyle (u,f(u))}相交且斜率為{\displaystyle f'(x_{0})}的直線族為 {\displaystyle y=f'(x_{0})(x-u)+f(u)\,\!}。若令{\displaystyle u=x_{0}}，該直線即是{\displaystyle f(x)}在{\displaystyle x_{0}}的切線方程式。把x當作常數並由右圖直接觀察可知，在{\displaystyle u=x_{0}}的情況下，{\displaystyle y=f'(x_{0})(x-u)+f(u)=f'(x_{0})x-[f'(x_{0})u-f(u)]}值是最小的，也就是說直線方程式中{\displaystyle [f'(x_{0})u-f(u)]}這部分是最大的，而正好 {\displaystyle f^{\star }(p)=pu-f(u)|_{{\mathrm {d} [pu-f(u)] \over \mathrm {d} u}=0}\,\!}，正是原方程式所求的極值。
勒壤得轉換是點與線之間對偶性關係（duality）的一個應用。函數 {\displaystyle f(x)\,\!} 設定的函數關係可以用 {\displaystyle (x,\ y=f(x))\,\!} 點集合來表示；也可以用切線(在嚴格單調遞增的討論下，切線跟導數p有一對一的關係)集合表示。
若將勒壤得轉換廣義化，則會變為勒壤得-芬伽轉換（Legendre-Fenchel transformation）。勒壤得轉換時常用於熱力學與哈密頓力學。

## 定義
给定区间I ⊂ ℝ和凸函数f : I → ℝ，则其勒让德变换为函数f* : I* → ℝ，
{\displaystyle f^{*}(x^{*})=\sup _{x\in I}(x^{*}x-f(x)),\quad x^{*}\in I^{*}}
其中{\displaystyle \sup }表示上确界，定义域{\displaystyle I^{*}}为
{\displaystyle I^{*}=\left\{x^{*}\in \mathbb {R} :\sup _{x\in I}(x^{*}x-f(x))<\infty \right\}~.}
当f(x)为凸函数时，这个函数有良好的定义。
不难将勒让德变换推广到定义在凸集X ⊂ ℝn 上的凸函数f : X → ℝ：其变换f * : X* → ℝ为定义在
{\displaystyle X^{*}=\left\{x^{*}\in \mathbb {R} ^{n}:\sup _{x\in X}(\langle x^{*},x\rangle -f(x))<\infty \right\}}
上的函数
{\displaystyle f^{*}(x^{*})=\sup _{x\in X}(\langle x^{*},x\rangle -f(x)),\quad x^{*}\in X^{*}~,}
其中{\displaystyle \langle x^{*},x\rangle }表示x*和 x的点积。

### 从导数的角度理解勒让德变换
对于实轴上具有可逆一阶导数的凸函数{\displaystyle f}，其勒让德变换
{\displaystyle f^{*}}的一阶导数与{\displaystyle f}的一阶导数互为反函数，反过来说，这个条件可以给出至多相差一个常数的{\displaystyle f^{*}}。

### 最大值式定義
更詳細地定義勒壤得轉換，為了求得 {\displaystyle L(x,\ p)=px-f(x)\,\!} 關於 {\displaystyle x\,\!} 的最大值，設定 {\displaystyle L(x,\ p)\,\!} 關於 {\displaystyle x\,\!} 的偏導數為零：
{\displaystyle {\frac {\partial }{\partial x}}\left(px-f(x)\right)=p-{\mathrm {d} f(x) \over \mathrm {d} x}=0\,\!} 。
則
{\displaystyle p={\mathrm {d} f(x) \over \mathrm {d} x}\,\!} 。(1)
這表達式必為最大值。因為，凸函數 {\displaystyle L(x,\ p)\,\!} 的二阶导数是負數：
{\displaystyle {\frac {\partial ^{2}}{\partial x^{2}}}(xp-f(x))=-{\mathrm {d} ^{2}f(x) \over \mathrm {d} x^{2}}<0\,\!} ；
用方程式 (1) 來計算函數 {\displaystyle f\,\!} 的反函數 {\displaystyle x=g(p)\,\!} 。代入 {\displaystyle L(x,\ p)\,\!} 方程式，即可以得到想要的形式：
{\displaystyle f^{\star }(p)=g(p)\ p-f(g(p))\,\!} 。
計算 {\displaystyle f(x)\,\!} 的勒壤得轉換，所需的步驟為：
1. 找出导函數 {\displaystyle p={\frac {\mathrm {d} f}{\mathrm {d} x}}\,\!} ，
2. 計算导函數 {\displaystyle p={\frac {\mathrm {d} f}{\mathrm {d} x}}\,\!} 的反函數  {\displaystyle x=g(p)\,\!} ，
3. 代入 {\displaystyle F(x)\,\!} 方程式來求得新函數 {\displaystyle f^{\star }(p)=g(p)\ p-f(g(p))\,\!} 。

這定義切確地闡明：勒壤得轉換製造出一個新函數 {\displaystyle f^{\star }(p)\,\!} ；其新自變數為 {\displaystyle p={\mathrm {d} f \over \mathrm {d} x}\,\!} 。

### 反函數式定義
另外一種勒壤得轉換的定義是：假若兩個函數 {\displaystyle f(x)\,\!} 與 {\displaystyle f^{\star }(p)\,\!} 的一階導數是互相的反函數；
{\displaystyle {\frac {\mathrm {d} }{\mathrm {d} x}}f(x)=\left({\frac {\mathrm {d} }{\mathrm {d} p}}f^{*}\right)^{-1}(x)\,\!} ，
或者，
{\displaystyle {\frac {\mathrm {d} }{\mathrm {d} p}}f^{*}(p)=\left({\frac {\mathrm {d} }{\mathrm {d} x}}f\right)^{-1}(p)\,\!} ，
則 {\displaystyle f\,\!} 與 {\displaystyle f^{\star }\,\!} 互相為彼此的勒壤得轉換。
依照定義，
{\displaystyle {\mathrm {d} f(x) \over \mathrm {d} x}=p\,\!} ，
{\displaystyle {\mathrm {d} f^{\star }(p) \over \mathrm {d} p}=x\,\!} 。
思考下述運算：
{\displaystyle {\frac {\mathrm {d} }{\mathrm {d} p}}(xp-f(x))=x+p{\frac {\mathrm {d} x}{\mathrm {d} p}}-{\frac {\mathrm {d} f}{\mathrm {d} x}}{\frac {\mathrm {d} x}{\mathrm {d} p}}=x={\mathrm {d} f^{\star }(p) \over \mathrm {d} p}=x\,\!} 。
所以，
{\displaystyle f^{\star }(p)=xp-f(x)=g(p)\ p-f(g(p))\,\!} ；
這裏，{\displaystyle x=g(p)\,\!} 。
這答案是標準答案；但並不是唯一的答案。設定
{\displaystyle f^{\star }(p)=f(x)-xp\,\!} ，
也可以滿足定義的要求。在某些情況下（例如：熱力勢（thermodynamic potential），會採用非標準的答案。除非另外註明，此頁面一律採用標準答案。

## 數學性質
以下討論，函數 {\displaystyle f\,\!} 的勒壤得轉換皆標記為 {\displaystyle f^{\star }\,\!} 。

### 標度性質
勒壤得轉換有以下這些標度性質：
{\displaystyle f(x)=a\cdot g(x)\rightarrow f^{\star }(p)=a\cdot g^{\star }\left({\frac {p}{a}}\right)\,\!} ，
{\displaystyle f(x)=g(a\cdot x)\rightarrow f^{\star }(p)=g^{\star }\left({\frac {p}{a}}\right)\,\!} ，
由此可知，一個 {\displaystyle r\,\!} 次齊次函數的勒壤得轉換是一個 {\displaystyle s\,\!} 次齊次函數；這裏，
{\displaystyle {\frac {1}{r}}+{\frac {1}{s}}=1\,\!} 。

### 平移性質
{\displaystyle f(x)=g(x)+b\rightarrow f^{\star }(p)=g^{\star }(p)-b\,\!} ，
{\displaystyle f(x)=g(x+y)\rightarrow f^{\star }(p)=g^{\star }(p)-p\cdot y\,\!} 。

### 反演性質
{\displaystyle f(x)=g^{-1}(x)\rightarrow f^{\star }(p)=-p\cdot g^{\star }\left({\frac {1}{p}}\right)\,\!} 。

### 線形變換性質
讓 {\displaystyle A\,\!} 成為一個從 {\displaystyle R^{n}\,\!} 到 {\displaystyle R^{m}\,\!} 的線形變換。對於任何定義域為 {\displaystyle R^{n}\,\!} 的凸函數 {\displaystyle f\,\!} ，必有
{\displaystyle \left(Af\right)^{\star }=f^{\star }A^{\star }\,\!} ；
這裏，{\displaystyle A^{\star }\,\!} 是 {\displaystyle A\,\!} 的伴隨算子定義為
{\displaystyle \left\langle Ax,y^{\star }\right\rangle =\left\langle x,A^{\star }y^{\star }\right\rangle \,\!} 。

## 例子

### 例一

e^{x}（红色实线）与其勒让德变换（蓝色虚线）。

指数函数
{\displaystyle f(x)=e^{x}}
的勒让德变换为
{\displaystyle f^{*}(p)=p(\ln p-1)}，
因为它们的一阶导数 ex与 ln p互为反函数。

## 應用

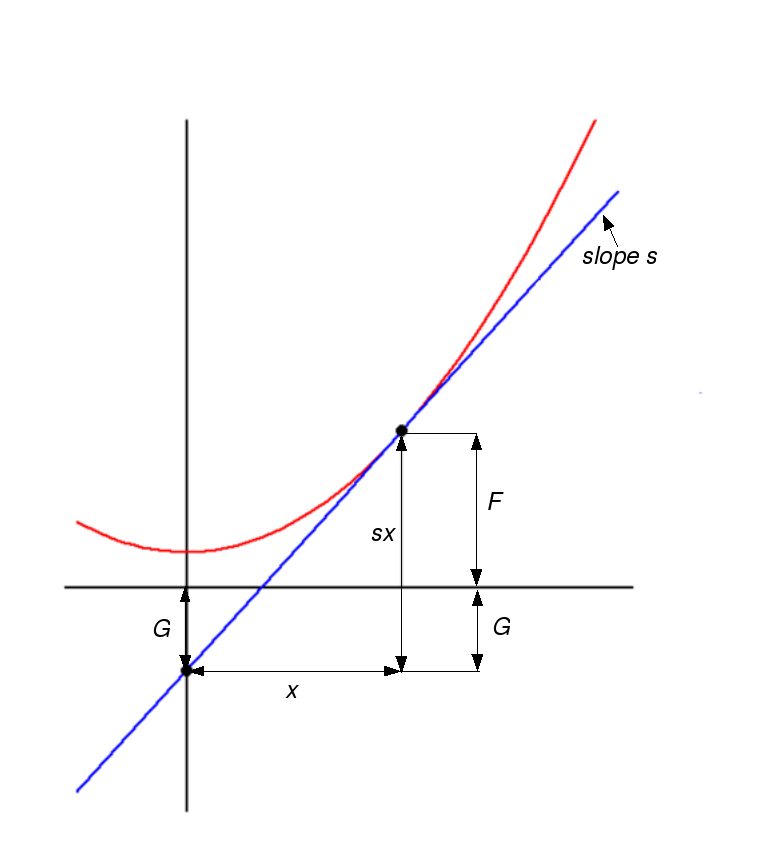
勒壤得轉換

### 熱力學
在熱力學裏，使用勒壤得轉換主要的目的是，將一個函數與所含有的一個自變數，轉換為一個新函數與所含有的一個新自變數，（此新自變數是舊函數對於舊自變數的偏導數）；將舊函數減去新自變數與舊自變數的乘積，得到的差就是新函數。勒壤得轉換可以用來在各種熱力勢（thermodynamic potential）之間作轉換。例如，內能 {\displaystyle U\,\!} 是外延量（extensive）熵 {\displaystyle S\,\!} ，體積 {\displaystyle V\,\!} ，與化學成份（chemical composition）{\displaystyle N_{i}\,\!} 的顯函數
{\displaystyle U=U(S,\ V,\ \{N_{i}\})\,\!} 。
對於 {\displaystyle -PV\,\!} ，函數 {\displaystyle U\,\!} （非標準的）勒壤得轉換為焓函數 {\displaystyle H\,\!} ：
{\displaystyle H(S,\ P,\ \{N_{i}\})=U+PV\,\!} ，
{\displaystyle P=-\left({\frac {\partial U}{\partial V}}\right)_{S,\ \{N_{i}\}}\,\!} 。
一個熵與內含量（intensive）壓力的函數。當壓力是常數時，這函數很有用。
對於 {\displaystyle TS\,\!} ，函數 {\displaystyle H\,\!} 勒壤得轉換為吉布斯能函數 {\displaystyle G\,\!} :
{\displaystyle G(T,\ P,\ \{N_{i}\})=H-TS\,\!} ，
{\displaystyle T=\left({\frac {\partial H}{\partial S}}\right)_{P,\ \{N_{i}\}}\,\!} 。
對於 {\displaystyle TS\,\!} ，函數 {\displaystyle U\,\!} 勒壤得轉換為亥姆霍兹自由能函數 {\displaystyle A\,\!} :
{\displaystyle A(T,\ V,\ \{N_{i}\})=U-TS\,\!} ，
{\displaystyle T=\left({\frac {\partial U}{\partial S}}\right)_{V,\ \{N_{i}\}}\,\!} 。
這些自由能函數時常用在常溫的物理系統。

### 古典力學(哈密頓力學)
在經典力學裏，勒壤得轉換專門用來從拉格朗日表述導引出哈密頓表述，或反導之。拉格朗日量 {\displaystyle {\mathcal {L}}\,\!} 是廣義坐標 {\displaystyle \mathbf {q} =(q_{1},\ q_{2},\ \dots ,\ q_{N})\,\!} 與廣義速度 {\displaystyle {\dot {\mathbf {q} }}\,\!} 的函數；而哈密頓量 {\displaystyle {\mathcal {H}}\,\!} 將函數的自變量轉換為廣義坐標 {\displaystyle \mathbf {q} \,\!} 與廣義動量 {\displaystyle \mathbf {p} =(p_{1},\ p_{2},\ \dots ,\ p_{N})\,\!} ：
{\displaystyle \mathbf {p} ={\frac {\partial {\mathcal {L}}}{\partial {\dot {\mathbf {q} }}}}\,\!} ，
{\displaystyle {\mathcal {H}}(\mathbf {q} ,\ \mathbf {p} ,\ t)=\mathbf {p} \cdot {\dot {\mathbf {q} }}-{\mathcal {L}}(\mathbf {q} ,\ {\dot {\mathbf {q} }}(\mathbf {q} ,\ \mathbf {p} ,\ t),\ t)\,\!} 。

### 正則變換
正則變換廣泛地應用勒壤得轉換在其理論裏。正則變換是一種正則坐標的改變，{\displaystyle (\mathbf {q} ,\ \mathbf {p} )\rightarrow (\mathbf {Q} ,\ \mathbf {P} )\,\!\,\!} ，而同時維持哈密頓方程式的形式，雖然哈密頓量可能會改變。正則變換的方程式為
{\displaystyle {\frac {\partial {\mathcal {K}}}{\partial \mathbf {P} }}={\dot {\mathbf {Q} }}\,\!\,\!} ，
{\displaystyle {\frac {\partial {\mathcal {K}}}{\partial \mathbf {Q} }}=-{\dot {\mathbf {P} }}\,\!\,\!} ，
{\displaystyle \mathbf {p} \cdot {\dot {\mathbf {q} }}-{\mathcal {H}}=\mathbf {P} \cdot {\dot {\mathbf {Q} }}-{\mathcal {K}}+{\frac {dG}{dt}}\,\!} ；
這裏，{\displaystyle \mathbf {q} ,\ \mathbf {p} \,\!} 是舊正則坐標，{\displaystyle \mathbf {Q} ,\ \mathbf {P} \,\!} 是新正則坐標，{\displaystyle {\mathcal {H}}\,\!} 是舊哈密頓量，{\displaystyle {\mathcal {K}}\,\!} 是新哈密頓量，{\displaystyle G\,\!} 是生成函數。

## 參閱
- 哈密頓力學
- 切觸幾何
- 正則變換